# サイモン・バーチ
『サイモン･バーチ』（原題: Simon Birch）は、1998年に公開されたアメリカ合衆国の映画。私生児の少年と、生まれながら体が小さい少年の友情を描いたヒューマンドラマ。監督はマーク・スティーヴン・ジョンソン。

## 概要
私生児の少年と、生まれながらにしてとても体が小さい少年との友情を描いたヒューマンドラマであるが、コメディ要素も多く含んでいる。
本作はジョン・アーヴィング原作『オーエンのために祈りを』の内容の一部を元に制作された。監督と脚本を担当したマーク・スティーヴン・ジョンソンにとっては、本作が彼の監督作第一作である。
主演のイアン・マイケル・スミスはモルキオ症候群患者の当事者であり、本作のために抜擢された。

## ストーリー
アメリカ合衆国メイン州の田舎町でとても小さな赤ん坊、サイモン･バーチが生まれた。彼は体が小さく心臓などの臓器も通常より小さかったため、一年も生きられないだろうと言われていたが、一年以上生き続けた。そんなサイモンに両親は失望したが、サイモンは「自分がこのような体で生まれたのは、必ず理由がある。自分は神様の計画を遂行するための道具なのだ」と信じて、それを糧に生きていた。
成長したサイモンは、父親のいない私生児としていじめられているジョーと親友になり、彼の母、レベッカのことも実の母親のように愛した。しかしある日、サイモンが初めて打ったホームランのボールが、不運な事に歩いていたレベッカの頭部に当たり、レベッカは急死する。それが原因でサイモンとジョーは仲たがいしたが、レベッカの恋人のベンのとりなしで仲直りした。
冬になるとジョーは日曜学校のキャンプに参加したが、サイモンは急病のため参加できなかった。そしてサイモンは、あることから町のラッセル牧師がジョーの実の父親であることを知る。それを伝えるためにベンと共にジョー達のいるキャンプ場まで赴くが、到着時にはラッセル牧師がジョーにそれを告白していた。ジョーはずっと捜し求めていた実の父が、だらしないラッセル牧師であったことに酷く絶望した。帰る時、サイモンはベンの車ではなく、ジョーが乗るバスに一緒に乗り込んだ。しかし、そのバスは事故を起こし川に突っ込んでしまう。引率の牧師が気絶し、ジョーや子供が混乱して騒ぐ中、サイモンは彼らを一声でまとめ、解決策を提示した。子供のように小柄なサイモンの容姿が功を奏したのか、子供達は彼の言葉に従い、全員無事に救出された。その事故が原因で危篤に陥ったサイモンは、親友のジョーに看取られながら静かに息を引き取った。
サイモンの死後、ジョーの祖母は脳卒中で亡くなり、ジョー自身はベンの養子になった。ジョーは大人になってもサイモンのことを忘れたことはなく、常にサイモンはジョーの中で重要な位置を占めている。

## 登場人物
サイモン･バーチ
演 - イアン・マイケル・スミス、日本語吹替 - 伊藤隆大
生まれた時から小さく、12歳の時点で幼児のような体型。この体型を町の子供から大人にまでからかわれるが全く気にしない性格。自身について「神様には何か計画があって、そのために僕はこの体で生まれてきた」と信じている。思慮深くユーモアを交えた会話から思春期の男の子らしくエッチな話やくだらない話まで多岐にわたる。
ジョー・ウェントワース
演 - ジョゼフ・マゼロ、日本語吹替 - 木村良平
サイモンの親友。サイモンとは一緒に遊んだり、野球チームで練習するなどして過ごす。自身の自転車には木箱で作ったサイモン用のサイドカーをつけている。先述にあるサイモンがよく話す「神様の計画」の話を聞くたび、「そんな話バカげている」と返している。レベッカから秘密にされている、自身の父親を探そうとする。
レベッカ・ウェントワース
演 - アシュレイ・ジャッド、日本語吹替 - 日野由利加
ジョーの母。見た目も中身も魅力的な女性。高校生の頃にジョーを出産しシングルマザーとなったため、町では噂の的となっている。ジョーにさえ父親が誰かを明かしていない。サイモンの良き理解者で、サイモンを自身の子供のように愛情を持って接する。
ベン・グッドリッチ
演 - オリヴァー・プラット、日本語吹替 - 木下浩之
レベッカの恋人。普段は学校の生徒たちに演劇を指導している。子供の扱いに手馴れている。サイモンとジョーに対して父親のように接する包容力のある人物。
ラッセル牧師
演 - デヴィッド・ストラザーン、日本語吹替 - 原康義
教会でキリストの教えを説く人物。サイモンとは何かと意見が合わず、時に言い負かされることもあり手を焼いている。普段は穏やかだが、聖職者にしては短気な性格。
ミス・リービー
演 - ジャン・フックス
子どもたちが通う日曜学校の教師。規律に厳しく信仰心はあるものの陰気な女性。ラッセルに好意を寄せる。子どもたちが演じるキリストの降誕劇に情熱を燃やす。
ジョーの祖母
演 - ダナ・アイヴィ、日本語吹替 - 谷育子
ジョー母子を大きな自宅に住まわせている。品のない人や騒がしい人を好まない性格。サイモンにいい印象を持っていないが、悪い人ではない。
ヒルデ
演 - ビアトリス・ウィンデ
ジョーの祖母の同居人。元はメイドだったが、病気で足が不自由になって働けなくなった。それ以来、自身にメイドをつけてもらい気ままに過ごしている。
サイモンの両親
演 - ピーター・マクニール（父）、ホリー・デニソン（母）
特異な体で生まれたサイモンを恥ずかしく思う。サイモンにあまり愛情を注いでおらず、放任主義を貫く。夫婦揃って暗く非社交的な性格で、教会の日曜礼拝にも行かない。
大人になったジョー・ウェントワース
演 - ジム・キャリー、日本語吹替 - 森田順平
作中では成人したジョー役とナレーションを兼任。生前のサイモンとの交流が、成長した自身の生き方に大きな影響を受ける。今の自分があるのはサイモンのおかげと語る。

## スタッフ
- 監督：マーク・スティーヴン・ジョンソン
- 脚本：マーク・スティーヴン・ジョンソン
- 製作：ローレンス・マーク、ロジャー・バーンボーム
- 製作総指揮：ジョン・バルデッチ
- 音楽：マーク・シャイマン
- 撮影：アーロン・E・シュナイダー
- 編集：デヴィッド・フェンファー